# Герман (Лерин)
Герман (Ајос Германос) је насеље у Грчкој у општини Преспа, периферија Западна Македонија. Према попису из 2021. био је 161 становник.

## Географија
Герман је удаљен око 50 km западно од града Лерин (Флорина), који се налази близу Малог Преспанског језера. Некадашњи назив места је био Герман.
У селу се налази средњовековна црква Свети Герман.

## Становништво
На попису из 1991. године Герман је имао 267 становника. У селу живи словенско, аромунско (досељено из Епира) и грчко становништво (избеглице из Турске).
Преглед становништва у свим пописним годинама од 1940. до данас:
| Година       | 1940 | 1951 | 1961 | 1971 | 1981 | 1991 | 2001 | 2011 |
| ------------ | ---- | ---- | ---- | ---- | ---- | ---- | ---- | ---- |
| Становништво | —    | —    | 689  | 478  | 237  | 267  | 231  | 182  |

## Познате личности
- Благоја Фотев, југословенски партизанин и председник СР Македоније